# Сан-Маркос (Никарагуа)
Сан-Ма́ркос (исп. San Marcos) — город и муниципалитет в западной части Никарагуа, на территории департамента Карасо.

## География
Расположен примерно в 45 км к югу от столицы страны, города Манагуа. Абсолютная высота — 530 метров над уровнем моря.
Климат города характеризуется как тропический климат саванн. Средние месячные температуры изменяются от 23 °C до 27 °C. Средняя годовая норма осадков — 1200—1400 мм; осадки распределяются на протяжении года довольно равномерно.

## Население
По данным на 2013 год численность населения города составляет 20 783 человека.
Динамика численности населения города по годам:
| 1971  | 1995   | 2000   | 2005   | 2013   |
| ----- | ------ | ------ | ------ | ------ |
| 3 491 | 16 041 | 19 986 | 23 347 | 20 783 |

## Экономика
Экономика Сан-Маркоса основана на сельском хозяйстве, основными продуктами которого являются кофе, зерновые, цитрусовые, фрукты, овощи и др. Промышленность представлена производством платсмассы и переработкой с/х продуктов.

## Известные уроженцы
- Анастасио Сомоса Гарсия — никарагуанский государственный деятель; официально был 33-м и 35-м президентом Никарагуа.

## Города-побратимы
- Йена, Германия